# Apopetelia brunnescens
Apopetelia brunnescens är en fjärilsart som beskrevs av Paul Dognin 1908. Apopetelia brunnescens ingår i släktet Apopetelia och familjen mätare. Inga underarter finns listade i Catalogue of Life.